# Kamienica Attavantich w Jarosławiu
Kamienica Attavantich – jeden z zabytków architektury mieszczańskiej w Jarosławiu.
Pierwotnie własność Jana Dąbka i jego żony Anny, po pożarze w 1625 roku zakupiona i odbudowana przez włoskiego kupca Juliusza Attavantiego.
Wyremontowana w 1680 roku przez kolejnego właściciela Szkota Jana Metlanta – wójta Jarosławskiego.
W 1796 roku zakupiona przez gminę miejską na siedzibę magistratu i sądu. Nadbudowana w końcu XIX wieku o piętro z reprezentacyjną salą lustrzaną. Mieściła ona urząd powiatowy, szkołę im. Stanisława Konarskiego i św. Kingi, bibliotekę miejską i muzeum.
Od 2008 roku siedziba Centrum Kultury i Promocji Miasta, a także Centrum Informacji Turystycznej. Po remoncie w latach 2008-2009 jest to obiekt przystosowany dla osób niepełnosprawnych przy jednoczesnym zachowaniu walorów wnętrza, w tym przede wszystkim wystroju sztukatorskiego pięknej sali lustrzanej.

## Literatura
- Zbigniew Zięba Spacerkiem po Jarosławiu, Wydział Kultury, Turystyki i Promocji miasta – folder
- Krystyna Kieferling Jarosław w czasach Anny Ostrogskiej (1594-1635): Szkice do portretu miasta i jego właścicielki, Przemyśl 2008
- Tablica informacyjna w ramach projektu „Jarosławski Park Kulturalny”